# Einzug der Gladiatoren
Einzug der Gladiatoren (oder tschechisch Vjezd gladiátorů) ist ein Triumphmarsch des Komponisten Julius Fučík (op. 68) aus dem Jahr 1899. Über den Umweg über die Vereinigten Staaten, wo er üblicherweise schneller gespielt wird, ist er vor allem als Zirkusmarsch bekannt.

## Entstehung und Entwicklung
Julius Fučík schrieb den Marsch am 17. Oktober 1899 in Sarajevo, wo er seit 1897 als Militärkapellmeister der österreichisch-ungarischen Armee stationiert war.
Ursprünglich nannte er das Stück Grande Marche Chromatique. Der Marsch demonstriert den damals neuesten Stand der Spieltechnik und Bauweise von Blechblasinstrumenten, die in allen Instrumenten und Lagen schnelle und ebenmäßige chromatische Gänge erlaubten. Fučík war aber von der Beschreibung eines Gladiatoren-Auftritts in einem römischen Amphitheater in Henryk Sienkiewicz’ Roman Quo Vadis (1895, dt.: 1896) so beeindruckt, dass er den Titel seines Werkes bald änderte. Die Formulierung „Einzug der Gladiatoren“ ist 1877 in zwei Beschreibungen Pompejis bekannt und wahrscheinlich älter.
Am 10. Januar 1900 erstellt Kapellmeister Anton Fridrich (1849–1924, Khevenhüller-Marsch) in Graz für sich eine Bearbeitung für Streichorchester. Im Juli 1900 ist der bei Hoffmann’s Witwe in Prag erschienene „Concert-Marsch für großes Orchester“ unter dem Titel Einzug der Gladiatoren bei Hofmeister gelistet. Weitere Bearbeitungen folgten. 1903 wird in den Vereinigten Staaten eine von der H.M. Coldstream Guard Band bespielte Tonwalze von Columbia Records mit dem Titel Entry of the Gladiators beworben. Im selben Jahr erschien eine Klavierpartitur mit dem Titel Entry of the Gladiators / Thunder and Blazes (‚Donner und Feuersbrünste‘). Im Englischen ist auch die schon seit mindestens dem 18. Jahrhundert bestehende Formulierung Entrance of the Gladiators üblich.
1901 schrieb der kanadische Komponist Louis-Philippe Laurendeau das Stück um, verwendete ein schnelleres Tempo und eine andere Tonart und veröffentlichte es als Thunder and Blazes. Laurendeau arbeitete oft für Carl Fischer Music in New York. US-Amerikaner sind es gewohnt, den Marsch in einem wesentlich schnelleren Tempo zu hören.
Das Stück wurde im nordamerikanischen Zirkus bekannt und zurück nach Europa importiert. Besonders in einer ganz schnellen Fassung ist es die bekannteste Zirkusmusik für Clowns. Es ist auch oft im Repertoire von mechanischen Musikautomaten zu finden.
Spätestens 1904 veröffentlichte Hermann Ludwig Blankenburg seinen Abschied der Gladiatoren. 1928 wurden beide Stücke vom „Großen Odeon-Orchester“ auf einer Platte eingespielt (Nr. 85204).

## Werkbeschreibung
Bekannt ist vor allem der erste Teil nach einer kurzen, pathetischen Introduktion, in dem die Trompeten das bekannte Motiv spielen. Der zweite Teil wird von chromatischen Figuren im Bass dominiert, die den Kampf der Gladiatoren darstellen. Der dritte Teil ist ein langsames Trio, der den Aufmarsch der Helden und Reiter beschreibt.
Das Stück ist im 2/2-Takt gehalten. Wird es sehr schnell gespielt, so wirkt es geradezu überstürzt; in dieser Art wird es meist parodistisch gebraucht – etwa als Titelmelodie in dem Film Rosen für den Staatsanwalt –, obwohl es ursprünglich ernst gemeint war.

## Bearbeitungen
Die mit Zirkusmusik assoziierte Melodie wird in unzähligen Bearbeitungen aufgegriffen, darunter:
- Cover-Version „The Show Must Go On“ von Three Dog Night (Komponist: Leo Sayer)
- „Afro Circus“-Thema in dem Animationsfilm Madagascar 3: Flucht durch Europa
- „Dancing Circus“ vom DJ-Duo Brisby & Jingles
- „Welcome to my Crazy Circus“ von DJ BoBo